# Frettecuisse
Frettecuisse est une commune française située dans le département de la Somme, en région Hauts-de-France.

## Géographie

### Localisation
Frettecuisse est un village picard du Vimeu.
À vol d'oiseau, la localité est située à 5 km au sud-est de Oisemont,  9 km au nord de Beaucamps-le-Vieux, 10 km au sud-ouest d'Airaines, 20 km au nord d'Abbeville et à 35 km à l'ouest d'Amiens.
Le territoire de la commune est limitrophe de ceux de six communes.
Les communes limitrophes sont  Aumâtre, Fontaine-le-Sec, Fresnoy-Andainville, Saint-Maulvis, Vergies et Épaumesnil.

### Géologie, hydrographie, relief
Le sol est assez perméable. Sous la couche végétale, se trouve une couche de marne.
Deux petits vallons partagent le territoire en trois bandes relativement parallèles. Ces deux dépressions, partant d'Andainville, viennent aboutir et se confondre au lieu-dit le Val au Puit, près de Vergies.
L'eau se trouvait  à la fin du XIXe siècle dans une nappe phréatique  à environ 46 m de profondeur, dans une marne reposant sur des terrains argileux. Le territoire ne comporte aucun cours d'eau.

### Hydrographie
La commune est située dans le bassin Artois-Picardie. Elle n'est drainée par aucun cours d'eau.

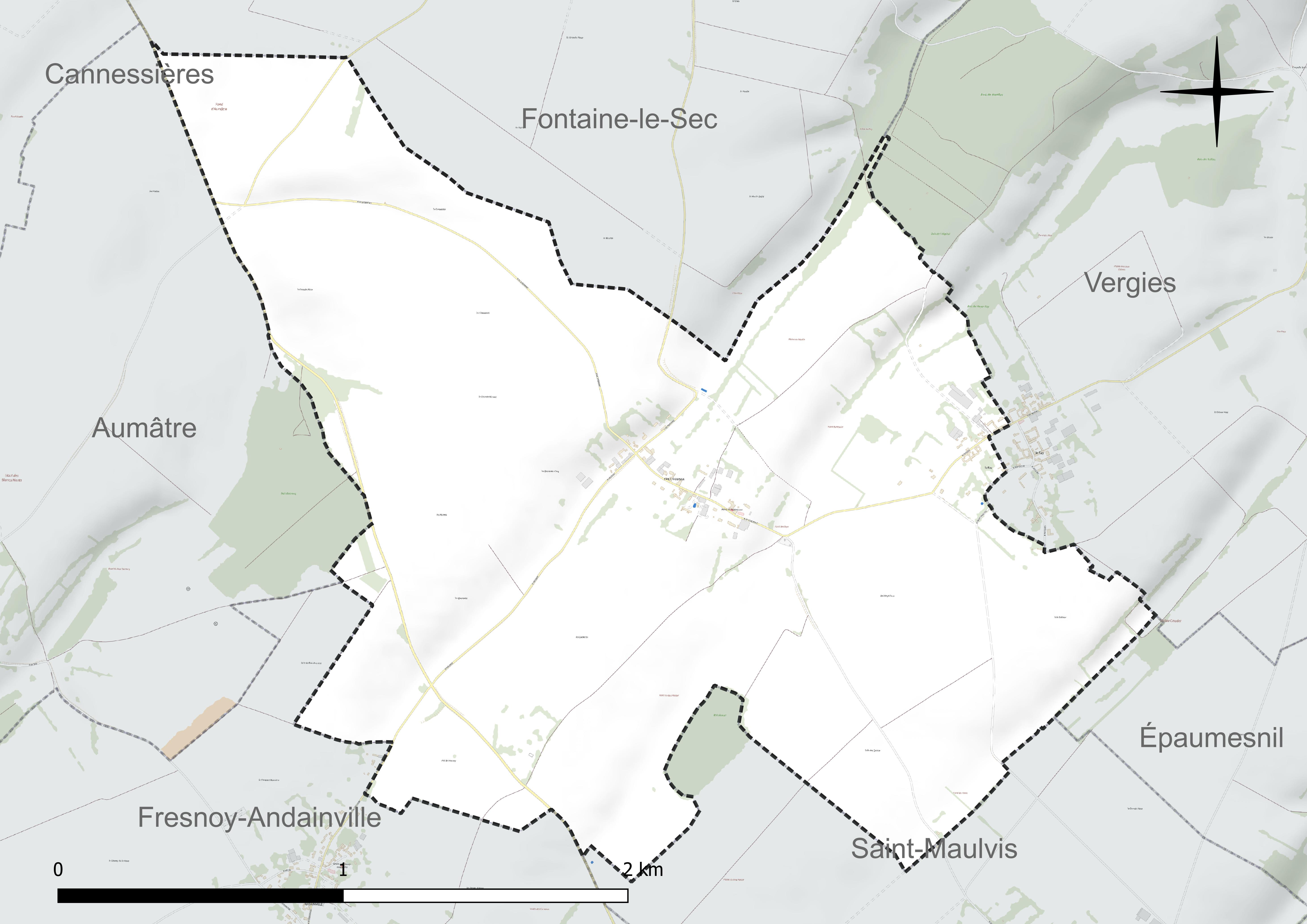
Réseau hydrographique de Frettecuisse.

### Climat
Pour des articles plus généraux, voir Climat des Hauts-de-France et Climat de la Somme.
En 2010, le climat de la commune est de type climat océanique altéré, selon une étude du CNRS s'appuyant sur une série de données couvrant la période 1971-2000. En 2020, Météo-France publie une typologie des climats de la France métropolitaine dans laquelle la commune est exposée à un climat océanique et est dans la région climatique Côtes de la Manche orientale, caractérisée par un faible ensoleillement (1 550 h/an) ; forte humidité de l'air (plus de 20 h/jour avec humidité relative > 80 % en hiver), vents forts fréquents.
Pour la période 1971-2000, la température annuelle moyenne est de 10 °C, avec une amplitude thermique annuelle de 13,6 °C. Le cumul annuel moyen de précipitations est de 835 mm, avec 12,4 jours de précipitations en janvier et 8,8 jours en juillet. Pour la période 1991-2020, la température moyenne annuelle observée sur la station météorologique la plus proche, située sur la commune d'Oisemont à 5 km à vol d'oiseau, est de 11,1 °C et le cumul annuel moyen de précipitations est de 801,4 mm,. Pour l'avenir, les paramètres climatiques de la commune estimés pour 2050 selon différents scénarios d'émission de gaz à effet de serre sont consultables sur un site dédié publié par Météo-France en novembre 2022.
| Mois                                  | jan.             | fév.            | mars          | avril         | mai             | juin           | jui.          | août           | sep.          | oct.            | nov.            | déc.             | année      |
| ------------------------------------- | ---------------- | --------------- | ------------- | ------------- | --------------- | -------------- | ------------- | -------------- | ------------- | --------------- | --------------- | ---------------- | ---------- |
| Température minimale moyenne (°C)     | 1,9              | 1,9             | 3,7           | 5,2           | 8,3             | 11,3           | 13,4          | 13,5           | 11            | 8,4             | 5,1             | 2,6              | 7,2        |
| Température moyenne (°C)              | 4,4              | 4,8             | 7,4           | 10            | 13,2            | 16,1           | 18,3          | 18,4           | 15,5          | 12              | 7,8             | 5                | 11,1       |
| Température maximale moyenne (°C)     | 6,9              | 7,7             | 11,2          | 14,8          | 18              | 21             | 23,2          | 23,3           | 20,1          | 15,5            | 10,5            | 7,3              | 15         |
| Record de froid (°C) date du record   | −12,7 01.01.1997 | −13 07.02.1991  | −8,8 04.03.05 | −4 08.04.03   | −0,9 05.05.1996 | 2,2 02.06.1991 | 6 07.07.1996  | 5,9 25.08.1993 | 2,6 30.09.18  | −4,9 29.10.1997 | −8,4 30.11.1989 | −13,2 29.12.1996 | −13,2 1996 |
| Record de chaleur (°C) date du record | 15,6 01.01.22    | 18,7 15.02.1998 | 24,8 31.03.21 | 27,6 19.04.18 | 31,7 27.05.05   | 36,4 18.06.22  | 41,4 25.07.19 | 38 10.08.03    | 34,2 10.09.23 | 29,1 01.10.11   | 20,9 07.11.15   | 16,1 31.12.22    | 41,4 2019  |
| Précipitations (mm)                   | 67,8             | 59,4            | 58,2          | 49,3          | 63,4            | 57,5           | 60            | 72             | 63,6          | 72,7            | 80,9            | 96,6             | 801,4      |

## Urbanisme

### Typologie
Au 1er janvier 2024, Frettecuisse est catégorisée commune rurale à habitat dispersé, selon la nouvelle grille communale de densité à sept niveaux définie par l'Insee en 2022.
Elle est située hors unité urbaine. Par ailleurs la commune fait partie de l'aire d'attraction d'Amiens, dont elle est une commune de la couronne,. Cette aire, qui regroupe 369 communes, est catégorisée dans les aires de 200 000 à moins de 700 000 habitants,.

### Occupation des sols
L'occupation des sols de la commune, telle qu'elle ressort de la base de données européenne d'occupation biophysique des sols Corine Land Cover (CLC), est marquée par l'importance des territoires agricoles (99,3 % en 2018), une proportion sensiblement équivalente à celle de 1990 (99,4 %). La répartition détaillée en 2018 est la suivante : 
terres arables (76,4 %), zones agricoles hétérogènes (13,4 %), prairies (9,4 %), forêts (0,7 %). L'évolution de l'occupation des sols de la commune et de ses infrastructures peut être observée sur les différentes représentations cartographiques du territoire : la carte de Cassini (XVIIIe siècle), la carte d'état-major (1820-1866) et les cartes ou photos aériennes de l'IGN pour la période actuelle (1950 à aujourd'hui).

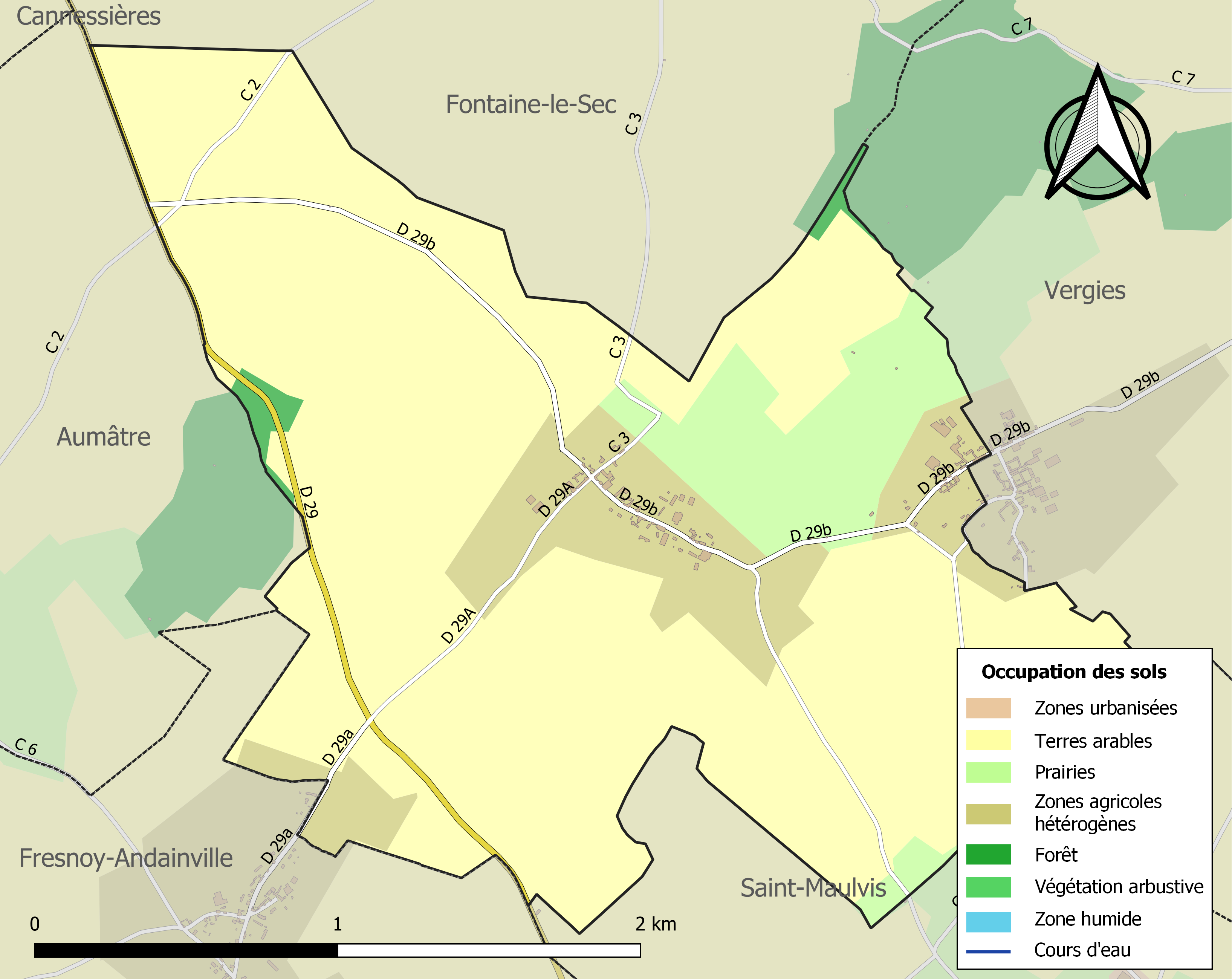
Carte des infrastructures et de l'occupation des sols de la commune en 2018 (CLC).

### Lieux-dits, hameaux et écarts
Frettecuisse comprend un hameau : le Fay, partagé entre les deux communes de Vergies et Frettecuisse.

## Toponymie
On trouve Fracta coxa en 1146 par Thierry, évêque d'Amiens dans le cartulaire de Sélincourt. Frate cuisse est nommé en 1301, dans un pouillé, ou Frecequisse en  1301, puis  Fracte Cuisse en 1477, Frecque Cuisse en 1557  et Fretteville en  1761.
Frettecuisse s'est également écrit Frette-Cuisse. Fracta Coxa en 1146 probablement de l'oïl « fraite cuisse », « cuisse brisée ».
Le Fay, (Fay-Frettecuisse), le nom du hameau, attesté sous les formes Fai en 1191 ; Fay en 1301 (Pouillé) ; Le Fay en 1507, évoque un lieu planté de hêtres.

## Histoire
Avant la Révolution française
Durant l'époque féodale, jusqu'au XVIe siècle, Frettecuisse dépend :
- de la généralité d'Abbeville, de la prévoté de Vimeu, du bailliage et de l'élection d'Amiens
- du grenier à sel d'Amiens puis d'Aumale
- du prieur de Laleu qui nomme à la cure. La dîme était perçue essentiellement par le prieur d'Airaines, mais également le curé de la paroisse et le prieur de Saint-Maulvis.

Aux XVIIe et XVIIIe siècles, Frettecuisse souffre de la misère. En effet, les roturiers qui possèdent des terres doivent payer, en plus des impôts royaux, les traites, le cens, la dîme, la corvée... qui sont dus à la commanderie[Laquelle ?].
La coutume locale, rédigée en 1507, était la même que.ceUe de Saint-Maulvis.
Époque contemporaine
Les cahiers de doléances de la paroisse sont consultables sur le site des archives départementales.
Une épidémie enleva le tiers de la population en 1790.
Frettecuisse possède une école en 1707.
Sous la Deuxième République, en 1849, comme dans toutes les communes de France est instauré le suffrage universel masculin, qui permet à la totalité des citoyens masculins de plus de 21 ans de voter. Le droit de vote des femmes ne leur est reconnu qu'en 1945.
En 1899, le cheptel communal se monte à 50 chevaux, 200 bovins dont 120 vaches laitières, 80 moutons, plus de 80 porcs et 6 chèvres. À cette époque, la commune compte trois hameaux, le Fay, qui existe toujours, Le Fay-Frettecuisse a alors 66 habitants. Sa jumelle, Le Fay-Vergies a, en commun avec elle, une chapelle et une école en 1899. Les deux hameaux disparus depuis sont :
- le Moulin qui possède, en 1899, neuf habitants, descendants du meunier dont le moulin est disparu ;
- « Écoreau », une ferme de deux habitants, sur la route de Liomer à Oisemont. C'était autrefois une maison des Templiers dont la chapelle sert de grange en 1899[19].

## Politique et administration

### Rattachements administratifs et électoraux
La commune se trouvait jusqu'en 2009 dans l'arrondissement d'Amiens du département de la Somme. De 2009 à 2016, elle est intégrée à l'arrondissement d'Abbeville, avant de réintégrer le 1er janvier 2017 l'arrondissement d'Amiens. Pour l'élection des députés, elle fait partie depuis 2012 de la troisième circonscription de la Somme.
Elle faisait partie depuis 1793 du canton d'Oisemont. Dans le cadre du redécoupage cantonal de 2014 en France, la commune est intégrée au canton de Poix-de-Picardie.

### Intercommunalité
La commune était membre de la petite communauté de communes de la Région d'Oisemont (CCRO), créée au 1er janvier 1995.
Dans le cadre des dispositions de la loi portant nouvelle organisation territoriale de la République du 7 août 2015, qui prévoit que les établissements publics de coopération intercommunale (EPCI) à fiscalité propre doivent avoir un minimum de 15 000 habitants, la préfète de la Somme propose en octobre 2015 un projet de nouveau schéma départemental de coopération intercommunale (SDCI) qui prévoit la réduction de 28 à 16 du nombre des intercommunalités à fiscalité propre du département.
Ce projet prévoit la « fusion des communautés de communes du Sud-Ouest Amiénois, du Contynois et de la région d'Oisemont », le nouvel ensemble de 37 412 habitants regroupant 120 communes,. À la suite de l'avis favorable de la commission départementale de coopération intercommunale en janvier 2016, la préfecture sollicite l'avis formel des conseils municipaux et communautaires concernés en vue de la mise en œuvre de la fusion.
La communauté de communes Somme Sud-Ouest (CC2SO), dont est désormais membre la commune, est ainsi créée au 1er janvier 2017.

### Liste des maires
| Période                                  | Période                      | Identité            | Étiquette | Qualité                         |
| ---------------------------------------- | ---------------------------- | ------------------- | --------- | ------------------------------- |
| Les données manquantes sont à compléter. |                              |                     |           |                                 |
| mars 2001                                | mars 2008                    | Janine Leroy        |           |                                 |
| mars 2008                                | 2014                         | Jean-Pierre Becquet | EXD       |                                 |
| 2014                                     | En cours (au 8 octobre 2020) | Agnès Facquet       |           | Réélue pour le mandat 2020-2026 |

## Population et société

### Démographie
L'évolution du nombre d'habitants est connue à travers les recensements de la population effectués dans la commune depuis 1793. Pour les communes de moins de 10 000 habitants, une enquête de recensement portant sur toute la population est réalisée tous les cinq ans, les populations de référence des années intermédiaires étant quant à elles estimées par interpolation ou extrapolation. Pour la commune, le premier recensement exhaustif entrant dans le cadre du nouveau dispositif a été réalisé en 2006.

En 2022, la commune comptait 70 habitants, en évolution de −5,41 % par rapport à 2016 (Somme : −1,26 %, France hors Mayotte : +2,11 %).
| 1793 | 1800 | 1806 | 1821 | 1831 | 1836 | 1841 | 1846 | 1851 |
| ---- | ---- | ---- | ---- | ---- | ---- | ---- | ---- | ---- |
| 232  | 224  | 231  | 201  | 237  | 234  | 238  | 247  | 242  |

| 1856 | 1861 | 1866 | 1872 | 1876 | 1881 | 1886 | 1891 | 1896 |
| ---- | ---- | ---- | ---- | ---- | ---- | ---- | ---- | ---- |
| 218  | 211  | 221  | 223  | 211  | 219  | 197  | 178  | 172  |

| 1901 | 1906 | 1911 | 1921 | 1926 | 1931 | 1936 | 1946 | 1954 |
| ---- | ---- | ---- | ---- | ---- | ---- | ---- | ---- | ---- |
| 185  | 167  | 160  | 143  | 112  | 108  | 108  | 108  | 105  |

| 1962 | 1968 | 1975 | 1982 | 1990 | 1999 | 2006 | 2011 | 2016 |
| ---- | ---- | ---- | ---- | ---- | ---- | ---- | ---- | ---- |
| 104  | 97   | 113  | 92   | 79   | 68   | 72   | 72   | 74   |

| 2021 | 2022 | - | - | - | - | - | - | - |
| ---- | ---- | - | - | - | - | - | - | - |
| 72   | 70   | - | - | - | - | - | - | - |

La population est « tombée » de plus de moitié en un siècle (entre 1850 et 1950), remarquable exemple d'exode rural.

### Enseignement

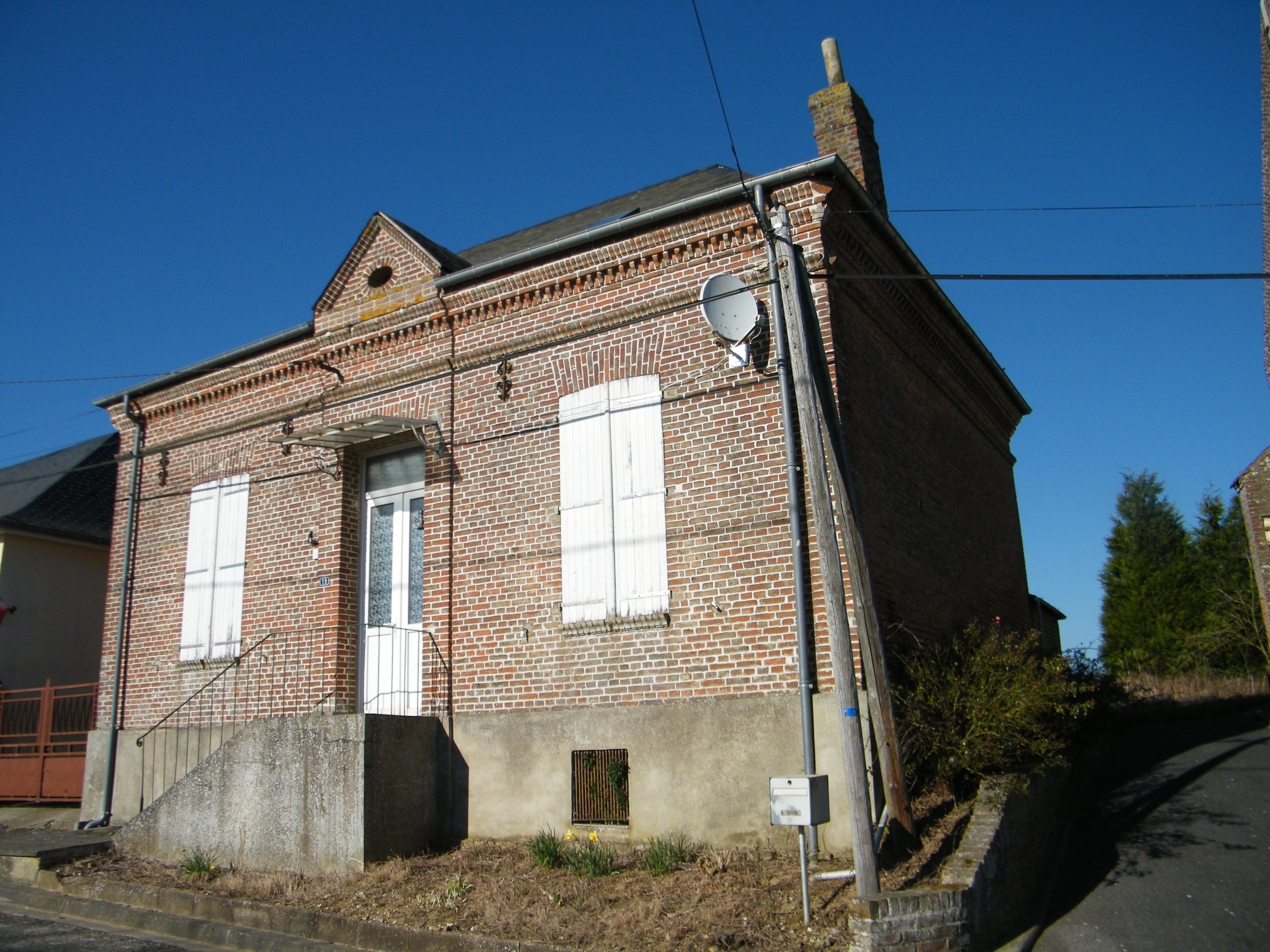
L'ancienne école.

En matière d'enseignement primaire, les enfants du village relèvent du regroupement pédagogique concentré organisé à l'école publique d'Oisemont, destinée à accueillir 300 élèves. La compétence scolaire est mise en œuvre par la communauté de communes Somme Sud-Ouest.

### Manifestations culturelles et festivités
L'association Zic en brousse a organisé le 19 septembre 2020 son premier festival de musique au Fay, apprécié de 400 spectateurs environ.

## Culture locale et patrimoine

### Lieux et monuments
- L'église[39].

L'église Notre-Dame du XVIIe siècle a été restaurée en 1758. Elle surplombe la rue du village menant vers l'actuel cimetière, Saint-Maulvis et Le Fay.
Le clocher de l'édifice présente une particularité devenue rare : sa charpente complète en bois, depuis le sol, un peu comme les églises « en bois debout » de Norvège et Roumanie. Un autre village, au moins, a encore son clocher construit avec une telle charpente : Dreuil-Hamel. En 1908, des historiens locaux signalaient un clocher semblable, celui d'Orival.
En 1908, on décrivait l'édifice de la manière suivante : l'église était « ornée de contreforts et d'un larmier gothique au nord ; son abside est à trois pans; un clocher carré en charpente, couvert en ardoises, s'élève sur la façade. À l'intérieur, il n'y a qu'une nef, voûtée en bois recouvert d'enduit. ».

L'église.
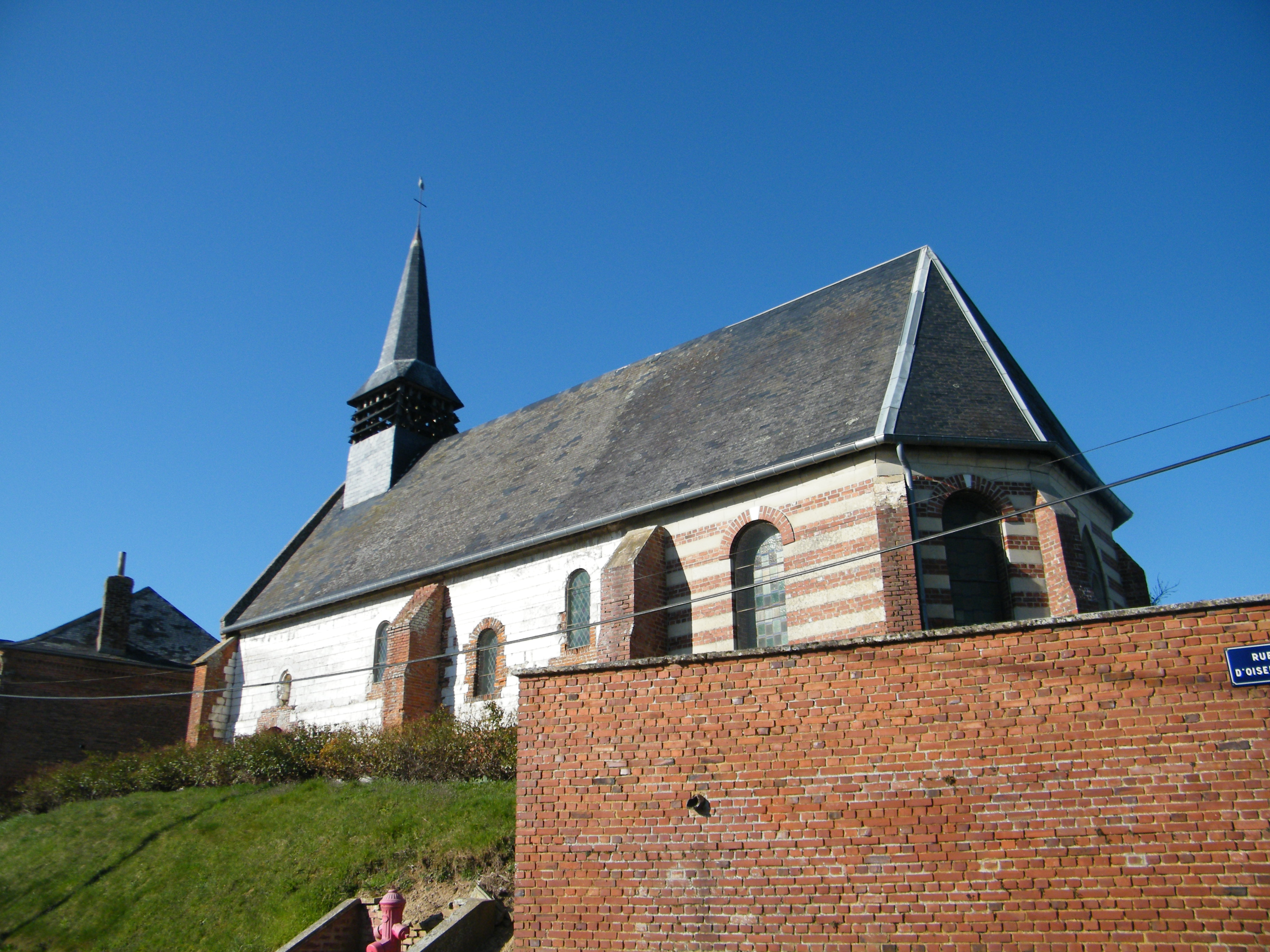
Église Notre-Dame.
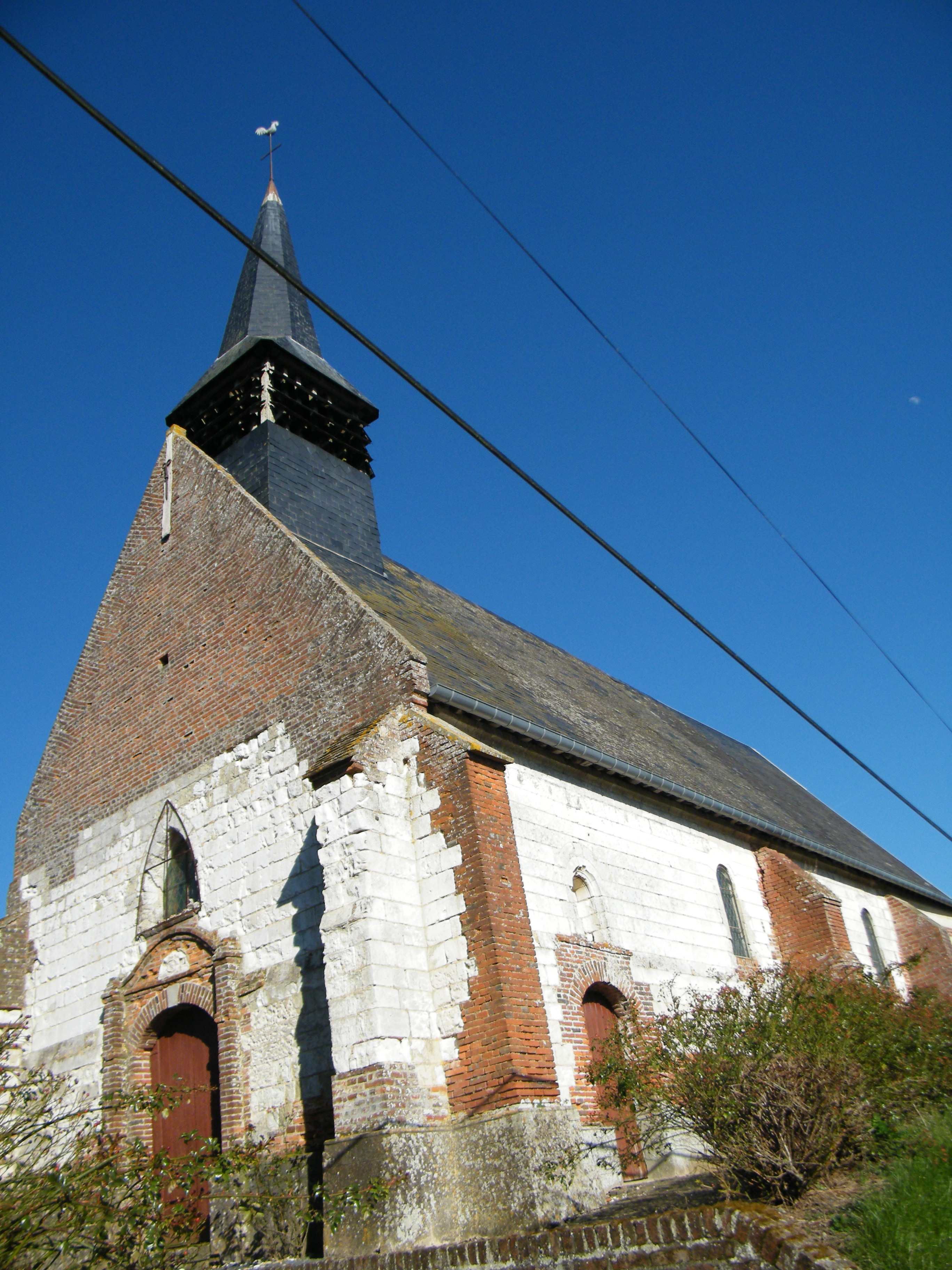
Clocher.
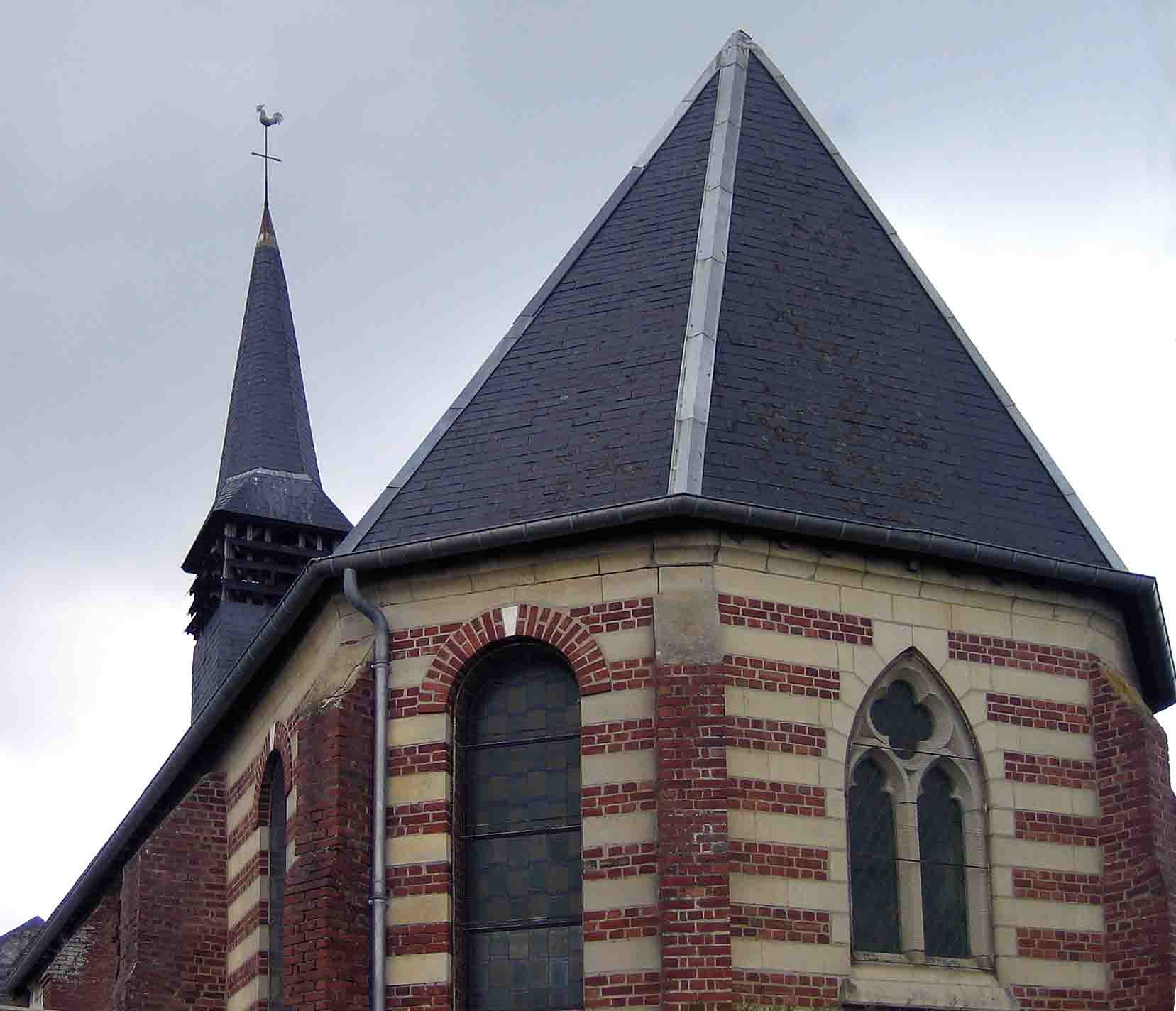
Chevet de l'église.
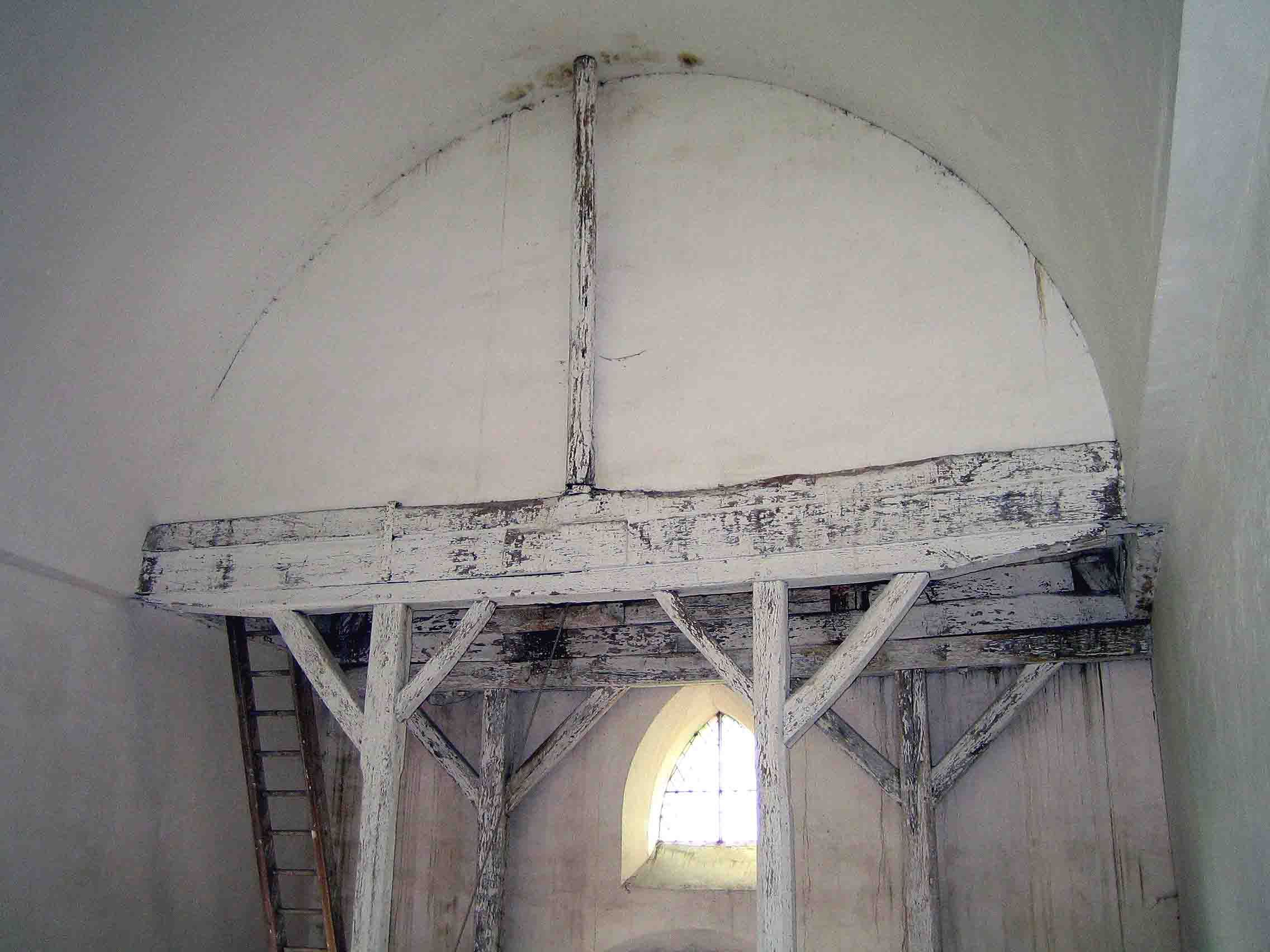
Les quatre piliers en charpente sous le clocher de l'église de Frettecuisse.
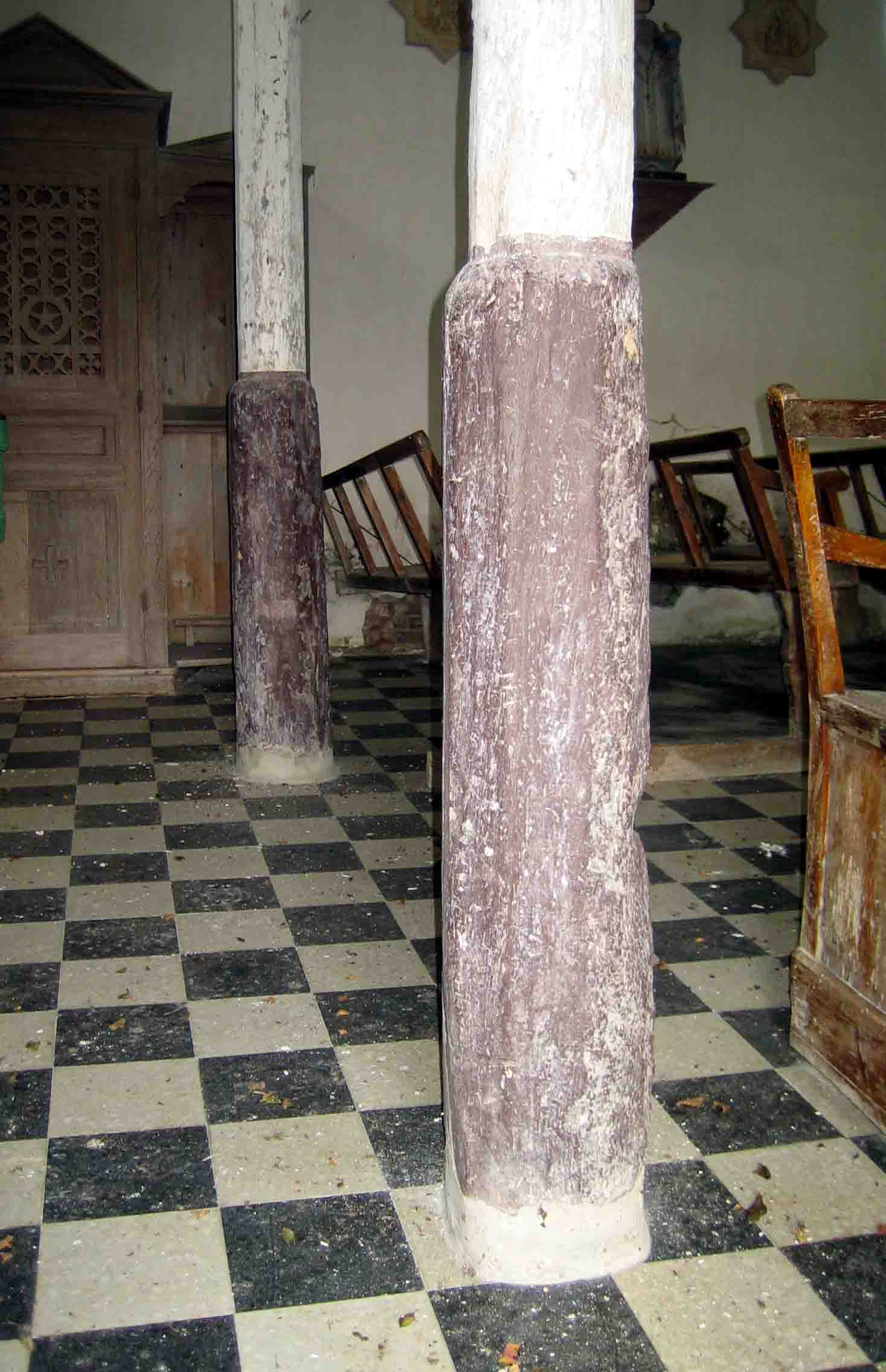
Deux des quatre piliers de bois du clocher.

- Croix de mission avec les attributs d'artisans locaux d'autrefois. La tenaille et l'échelle pour descendre le corps du christ, symboles de la passion.
- Vestiges de la chapelle des Templiers[40],[41],[42]. Les templiers ont possédé au lieudit Écoreaux cette chapelle fondée en 1334 par Gilles de Rivière, seigneur de Rivière et de Frettecuisse. La fondation fut confirmée par son fils Raoul. Les ruines sont classées aux monuments historiques depuis 1926. Une aquarelle d'Oswald Macqueron la présente en meilleur état[43],[19].

- Chapelle funéraire des familles Leclercq-Bully-Poiret, datée de 1895, entourée d'ifs taillés, placée sous la protection de saint Joseph, route du Fay[43].
- Circuit pédestre dit du « Bois de la Faude » (13,5 km, 4 h 30) qui passe dans le village.

La Faude, une sorcière, hantait le bois, renommé pour les maléfices réservés aux promeneurs.

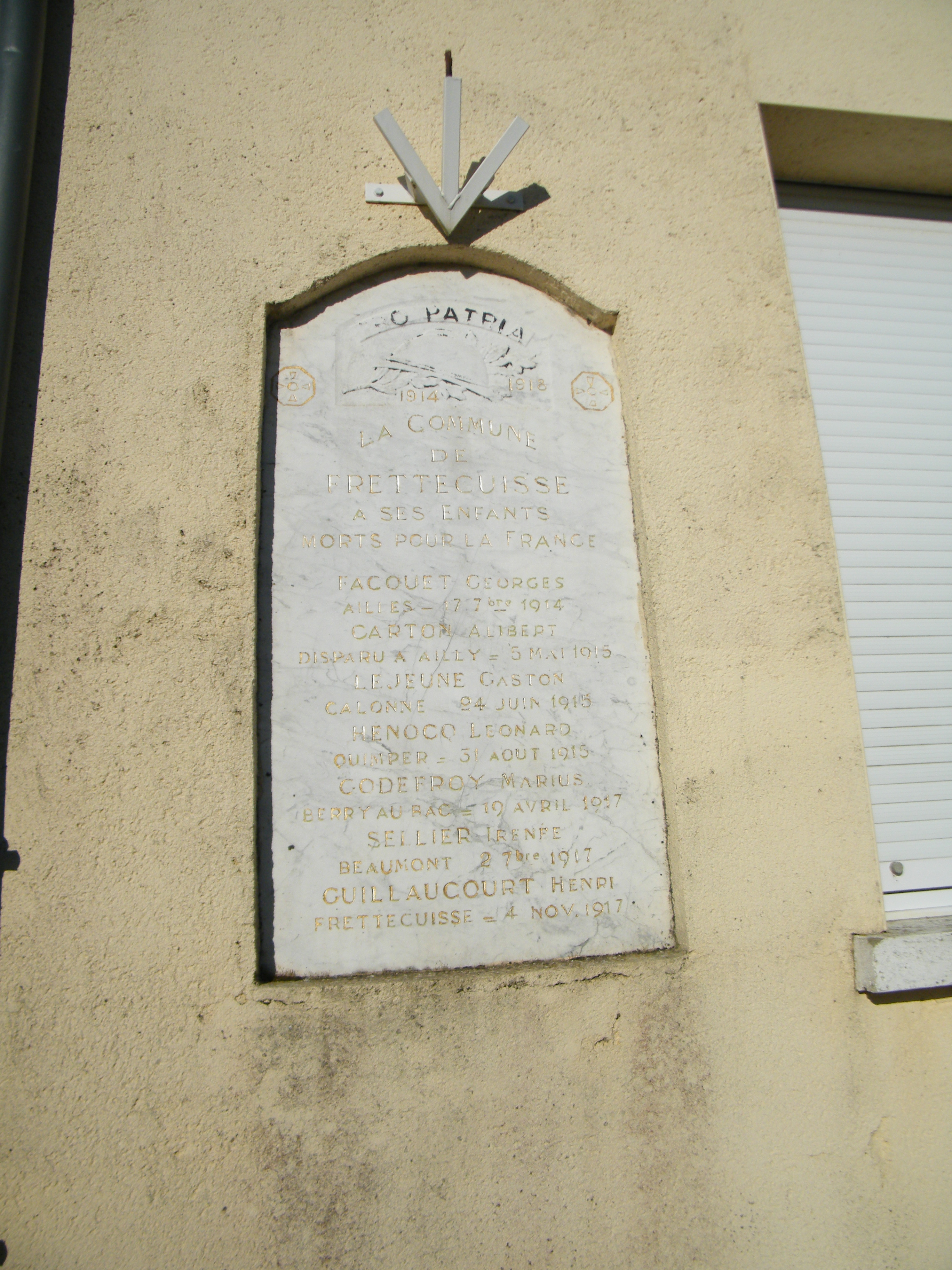
Stèle-monument aux morts
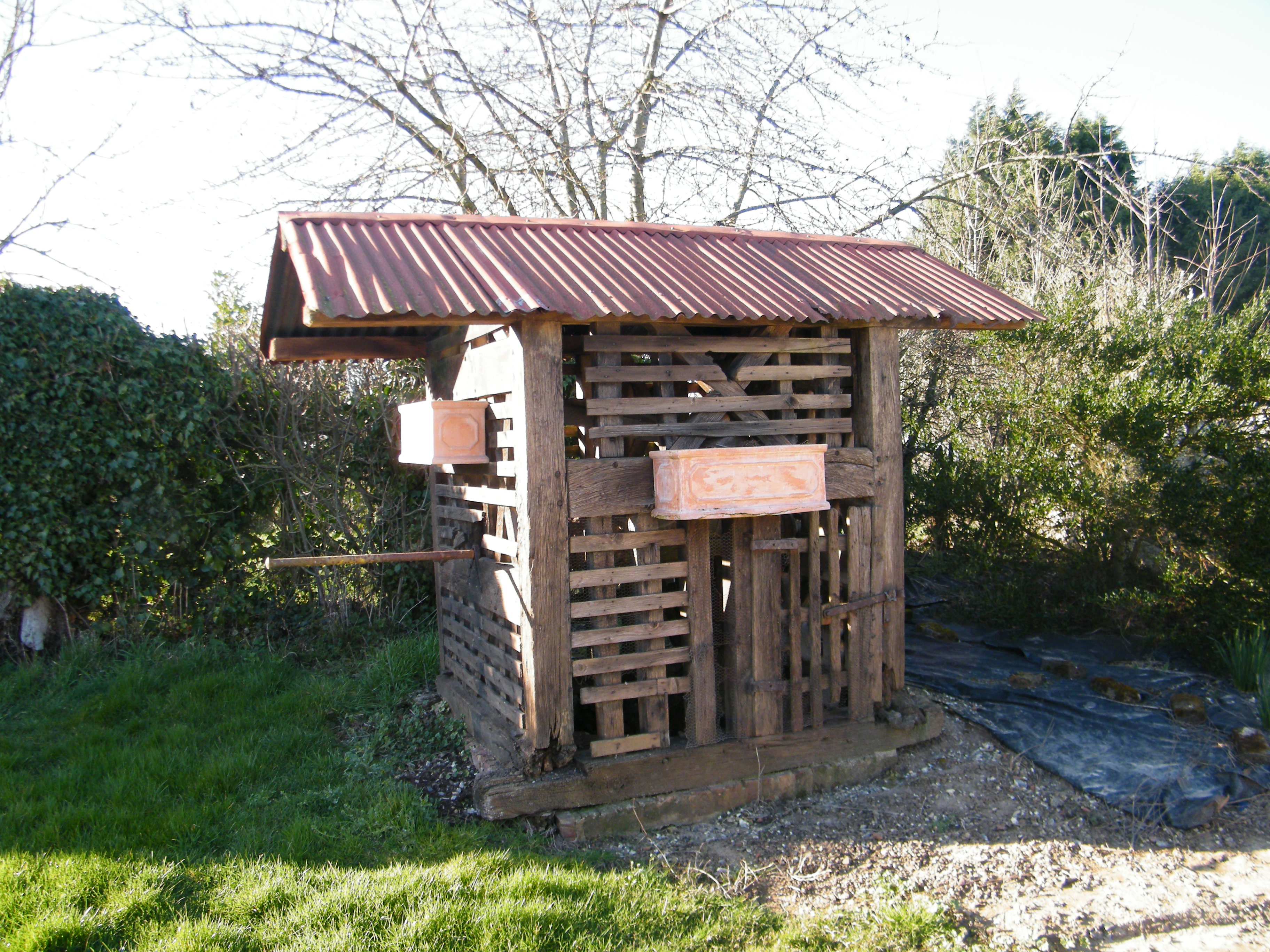
Puits communal.
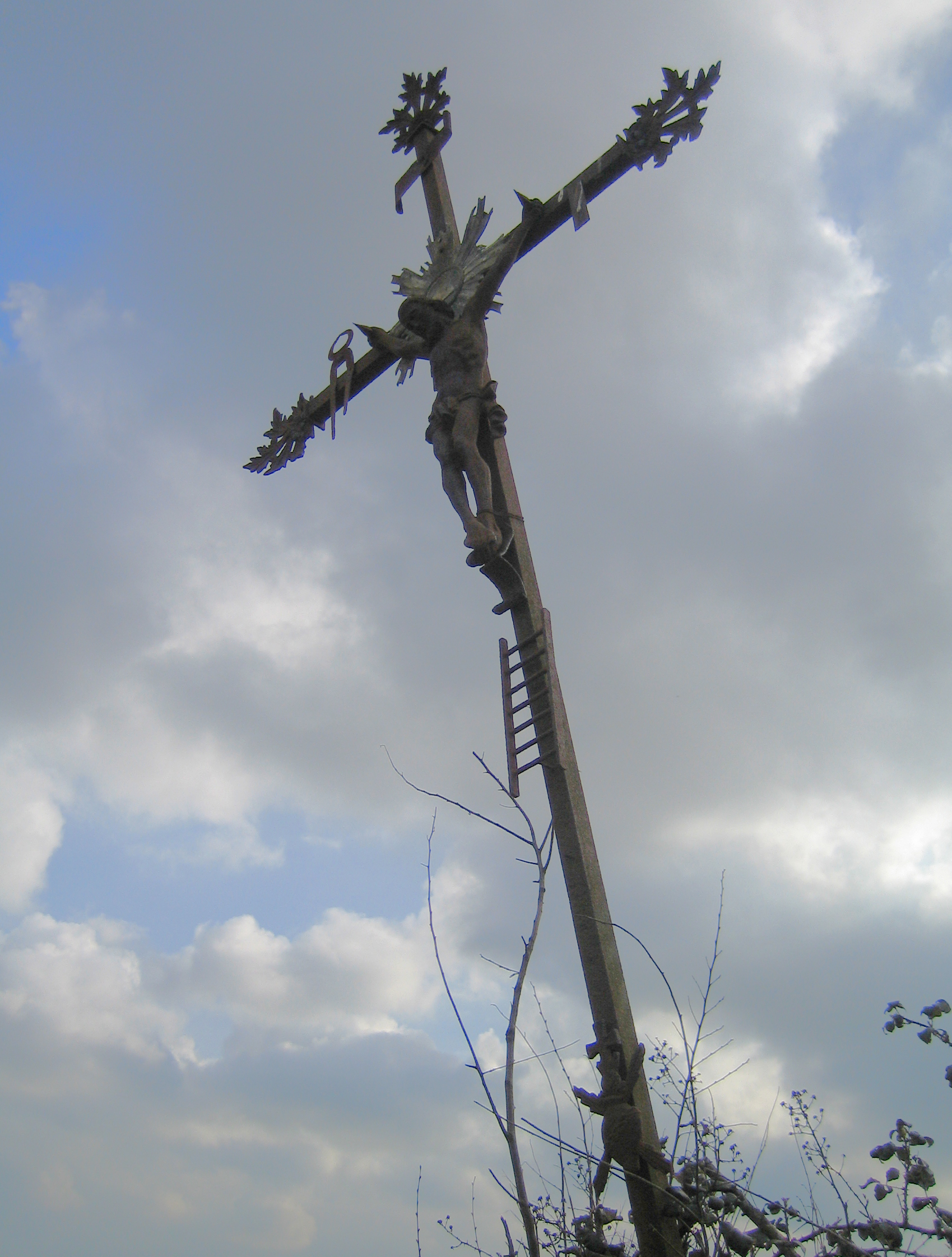
Calvaire (avec tenaille et échelle).
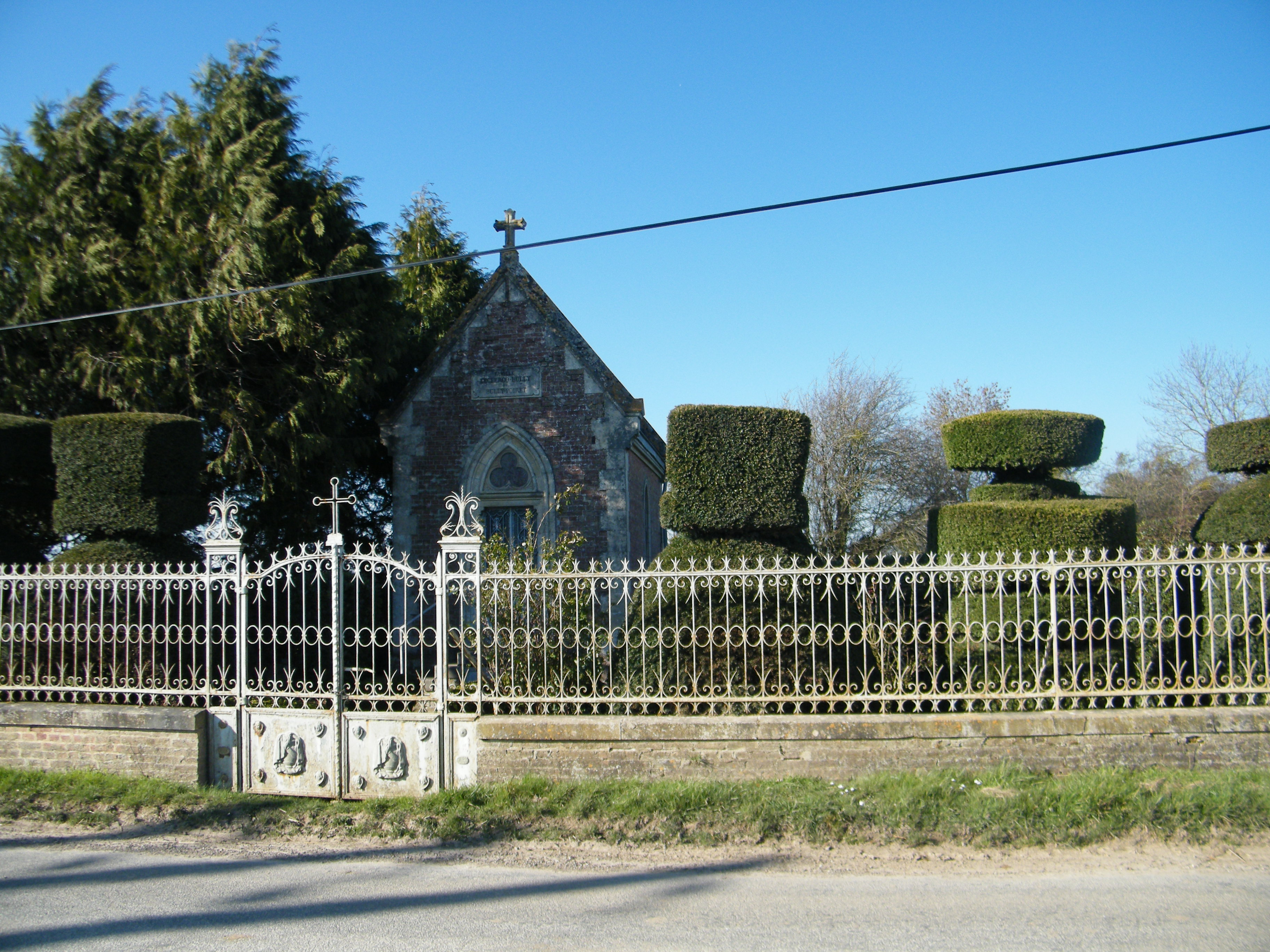
Chapelle funéraire vers Le Fay.
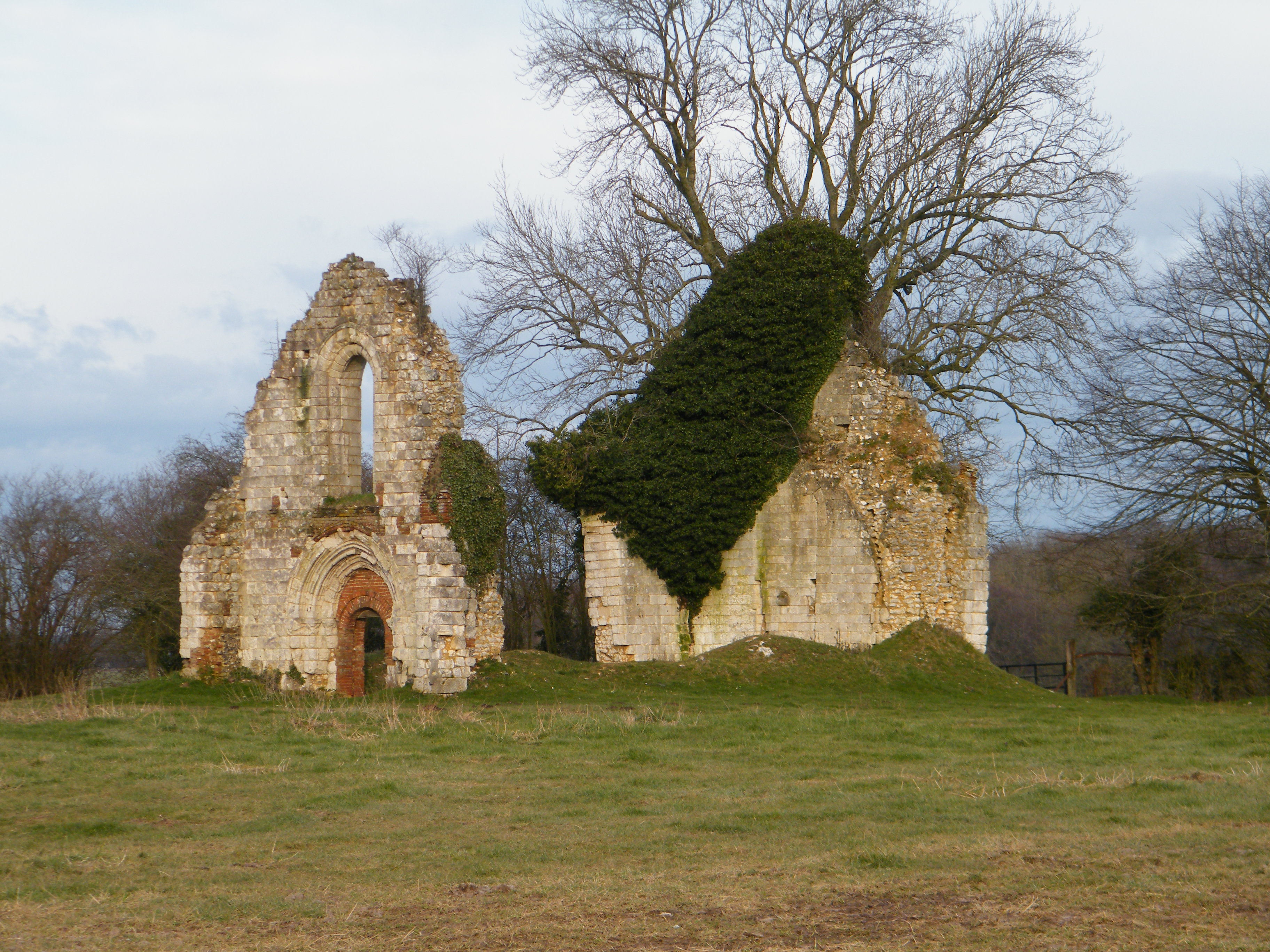
Ruines d'Écoreaux.